# Симон Мельник
Симон Мельник (пол. Symon Melnyk; нар. 16 серпня 1858, Блудники, Станіславівського повіту) — український політик.
Селянин у Блудниках і муніципальний писар у шести гмінах. Батько Данило — селянин, мати Євдокія, уроджена Кропельницька; двічі одружений, дев'ятеро дітей.
У 1922—1927 роках був депутатом Сейму першої каденції. Виграв місце за списком № 29 у виборчому окрузі № 53 (Станіславів). Був членом Українського селянського клубу.